# Општина Избичени (Олт)
Избичени (рум. Izbiceni) општина је у Румунији у округу Олт.
Oпштина се налази на надморској висини од 38 m.